# Strada maestra M-1 (Montenegro)
La strada maestra M-1 (in montenegrino Magistralni put M-1) è una delle strade maestre del Montenegro. Forma parte della rete delle strade europee con la E65/E80 dal confine croato a Sutomore e con la E851 da Sutomore al confine albanese.
Oltre il confine croato continua come D8, mentre oltre la frontiera albanese prosegue come SH41.

## Percorso
La strada maestra M-1 corre lungo tutta la costa montenegrina dal confine occidentale con la Croazia fino al confine con l'Albania. Attraversa tutte le principali città costiere del Montenegro come Castelnuovo, Cattaro, Budva, Antivari e Dulcigno.
La strada maestra M-1 è definita dai seguenti capisaldi d'itinerario: "Confine croato presso Debeli Brijeg - Megline (incrocio con la M-12) - Lippa (incrocio con la M-8) - Cattaro (incrocio con la R-1) - incrocio di Cartolle (incrocio con la M-11) - Budua (incrocio con la M-10) - Castellastua (incrocio con la M-2) - Sutomore (incrocio con la M-1.1) - Antivari - Dulcigno (incrocio con la R-22) - Vladimir (incrocio con la R-15) - confine albanese presso Sukobin."